# 高坎镇
高坎镇，是中华人民共和国辽宁省营口市大石桥市下辖的一个乡镇级行政单位。

## 行政区划
高坎镇下辖以下地区：
新兴社区、大高坎村、连三屯村、东高坎村、侯家村、前高坎村、太平堡村、太平庄村、后中村、吉安村、前中村、东昌村、凤凰甸村、下土台村、姚家村、上土台村、党家村、毕家村、丁家村、卢家村、黄家村、李家村、董家村、白家村、刘家村和革家村。